# Меркьюри (Невада)
Ме́ркьюри (англ. Mercury) — посёлок в округе Най на юге штата Невада, США.
Расположен в пустынной местности в пяти милях к северу от федеральной автодороги , на расстоянии 65 миль (105 км) к северо-западу от Лас-Вегаса, на территории  Невадского испытательного ядерного полигона, недалеко от так называемой «зоны 51». Был создан по решению Комиссии по атомной энергии США для размещения штата испытательного полигона. В настоящее время полигоном управляет Министерство энергетики США. Как часть секретного испытательного участка, посёлок не доступен широкой публике. Название посёлка связано с ртутными рудниками (одно из значений англ. Mercury — «ртуть»), которые начали разрабатывать в этих местах за столетие до образования посёлка. Точная численность населения неизвестна.

## История
Меркьюри зародился как военный городок, построенный, чтобы обеспечить необходимые условия для персонала, вовлеченного в строительство Невадского испытательного полигона в 1950 году.
В связи с потребностью проведения испытаний в рамках ядерной программы и ростом задействованного в этом персонала в 1951 году началось осуществление строительного проекта стоимостью 6,7 миллионов долларов. С созданием почтового отделения с середины 1950-х годов военный центр Меркьюри был формально переименован в Меркьюри, штат Невада.
В начале 1960-х годов, когда население посёлка превысило 10 000 человек, были предприняты новые крупномасштабные строительные работы, чтобы модернизировать инфраструктуру посёлка. Были построены школа, магазины, кинотеатр, кегельбан, дом культуры, плавательный бассейн, больница, библиотека, церковь, станция техобслуживания с гаражом и автобусной станцией. В 1963 году в ожидании приезда президента Джона Кеннеди была обустроена современная взлётно-посадочная полоса на расположенном рядом с посёлком аэродроме Desert Rock.

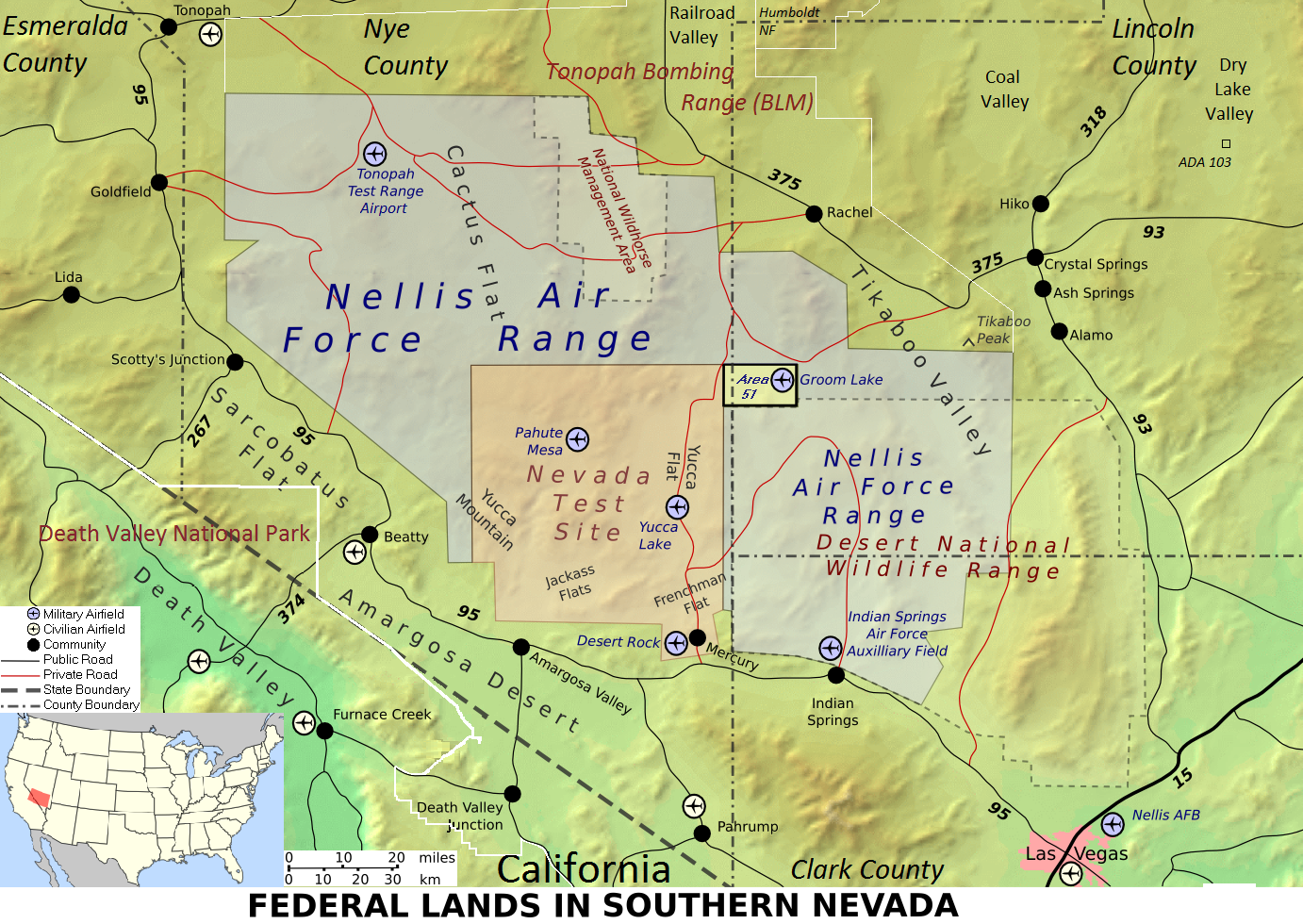
Меркьюри, аэродром Desert Rock и зона 51 на карте Невады.

В 1957 году рядом с посёлком (36°40' с.ш. 115°59' з.д.) запускались ракеты с целью испытания ядерного оружия в атмосфере, что привело к радиоактивному заражению территории и поражению людей лучевой болезнью.
Посёлок развивался до 1992 года, когда президент США Джордж Буш-старший подписал закон о прекращении ядерных испытаний, в том числе под влиянием акций протеста против ядерных испытаний, проводившихся представителями экологических и антивоенных общественных организаций перед въездом в Меркьюри. После этого население посёлка стало быстро уменьшаться. Однако базовая команда учёных и вооруженных сил остаётся в Меркьюри, проводя некоторые ограниченные испытания и исследования, в том числе по уничтожению химического оружия.
Въезд в Меркьюри с 1995 года часто (обычно в День матери) блокируется демонстрантами, которые требуют возвращения территории индейцам.

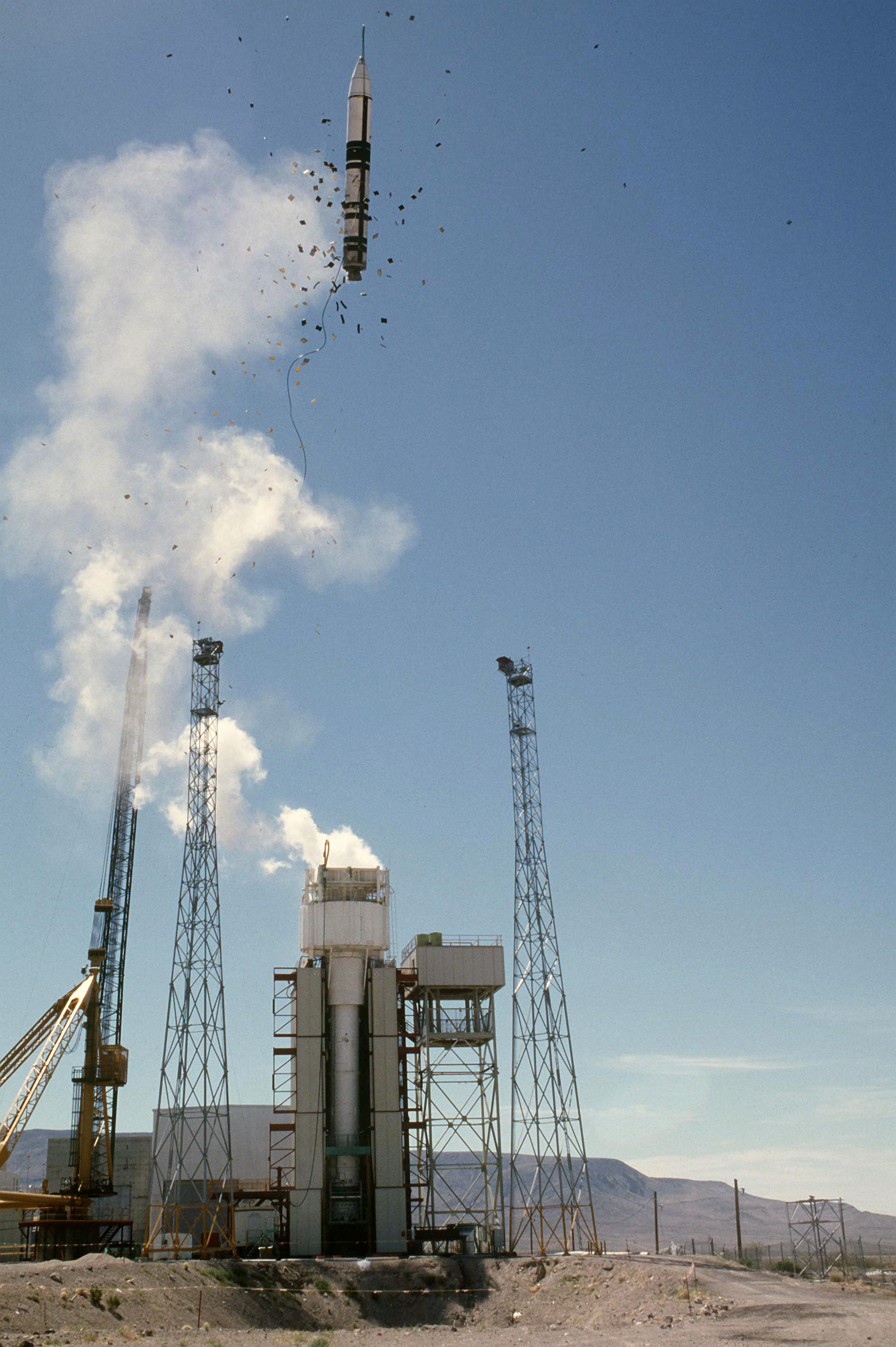
Испытания межконтинентальной баллистической ракеты Peacekeeper в Меркьюри.